# NGC 2347
NGC 2347 je galaksija u zviježđu Žirafi.

## Vanjske poveznice
- SEDS: NGC 2347